# Lycosa tetrophthalma
Lycosa tetrophthalma là một loài nhện trong họ Lycosidae.
Loài này thuộc chi Lycosa. Lycosa tetrophthalma được Cândido Firmino de Mello-Leitão miêu tả năm 1939.